# Manassas
Manassas ist eine Independent City (kreisfreie Stadt) im US-Bundesstaat Virginia mit 42.772 Einwohnern (Stand: 2020).
Sie gehört wie die Nachbarstadt Manassas Park keinem County an, beide sind jedoch vom Prince William County umgeben. In Manassas ist auch der Verwaltungssitz des Prince William County. Dieser ist aber kein Teil der Stadt, sondern bildet eine etwa 15 ha große Enklave im Zentrum von Manassas.

## Geschichte
In der Nähe der Stadt fanden während des Sezessionskrieges zwei wichtige Schlachten statt, die in den Südstaaten als erste und zweite Schlacht von Manassas bezeichnet werden. In den Nordstaaten sind die Schlachten als erste und zweite Schlacht am Bull Run bekannt, benannt nach einem kleinen Wasserlauf in der Nähe.

## Geographie
Die Stadt hat eine Fläche von 25,8 km², davon sind 25,7 km² Land und 0,1 km² (0,4 %) sind Wasserflächen.

## Einwohnerentwicklung
| Jahr | Einwohner¹ |
| ---- | ---------- |
| 1980 | 15.438     |
| 1990 | 27.957     |
| 2000 | 35.135     |
| 2005 | 37.569     |
| 2010 | 37.821     |
| 2020 | 42.772     |

¹ 1980–2020: Volkszählungsergebnisse

## Söhne und Töchter des Ortes
- Joseph Lonas (1925–2011), Bildhauer
- Sunny von Bülow geb. Crawford (1932–2008), Erbin
- Tim Abell (* 1958), Schauspieler und Filmproduzent
- Chaney Kley (1972–2007), Schauspieler
- Justin Simmons (* 1993), American-Football-Spieler
- Wyatt Teller (* 1994), American-Football-Spieler
- Ben Stefanon (* 2004), amerikanisch-samoanischer Fußballspieler

## Trivia
Der US-amerikanische Rockmusiker Stephen Stills benannte seine 1971 gegründete Begleitband nach dieser Stadt, als er und seine Mit-Musiker sich für ein Foto auf dem alten Bahnhof von Manassas fotografieren ließen. Das Foto ist auch das Cover-Bild ihres gleichnamigen Albums.